# FIFA-in igrač godine 1998.
FIFA-in igrač godine 1998. bio je Zinédine Zidane, nakon postignuta dva pogotka za Francusku protiv Brazila u utakmici za prvo mjesto na SP 1998 (0-3).

## Ishodi
- Zinédine Zidane 518
- Ronaldo Luís Nazário de Lima 164
- Davor Šuker 108

- Michael Owen 43
- Gabriel Batistuta 40
- Rivaldo 38
- Dennis Bergkamp 33
- Edgar Davids 26
- Marcel Desailly 23
- Lilian Thuram 14